# Margacina
Margacina is een bestuurslaag in het regentschap Kuningan van de provincie West-Java, Indonesië. Margacina telt 1723 inwoners (volkstelling 2010).